# Commewijne
Commewijne er et distrikt i Surinam beliggende på højre side af Surinam-floden. Commewijnes hovedstad hedder Nieuw Amsterdam (Ny Amsterdam). Allianc er en anden stor by.
Distriktet har en population på 25.200 mennesker og et areal på 2.353 km².
Commewijne er en af de mest befolkningsrige distrikter i Surinam, og befolkningen ernærer sig primært gennem landbrug med plantager, der kan dateres tilbage til den første hollandske kolonisering af området tilbage i 1600-tallet.
Sammen med mange små forter fra kolonitiden, er Nieuw Amsterdam hjemsted for et stort fæstningsværk bygget til at forsvare Commewijneområdet under den anden britisk-hollandske krig 1664-67.

## Resorter
Commewijne er inddelt i 6 resorter (ressorten):
- Alkmaar
- Bakkie
- Margaretha
- Meerzorg
- Nieuw Amsterdam
- Tamanredjo

5°52′11″N 54°55′11″V / 5.8697222222222°N 54.919722222222°V